# Aculifera
Los aculíferos (Aculifera) son un clado de moluscos sin concha, pero con escleritos, espículas, quetas o placas calcáreas en el manto. Incluyen a los quitones (Polyplacophora) y a los Aplacophora, que a su vez se dividen en Caudofoveata y Solenogastres. La validez de este grupo viene avalada por estudios genéticos. Los representantes más antiguos de los aculíferos (moluscos con espículas o placas) y de los conchíferos (moluscos con concha) datan del Cámbrico temprano; sin embargo el registro fósil no aporta información de organismos que pudieran ser ancestros de ambos grupos, por lo que el modelo de molusco ancestral permanece incierto.
Los chitones tienen una concha calcárea, que consta de ocho placas calcáreas. Otras apomorfías del grupo son el ano subterminal, y un anillo nervioso alrededor del ano.

## Sistemática
Se han propuesto diferentes clasificaciones para los moluscos, alguna de las cuales no considera a los aculíferos:

|             | Polyplacophora                                                 |
|             |                                                                |
| Aplacophora | \| \| Caudofoveata \| \| \| \| \| \| Solenogastres \| \| \| \| |
|             | \| \| Caudofoveata \| \| \| \| \| \| Solenogastres \| \| \| \| |
|             | Caudofoveata                                                   |
|             |                                                                |
|             | Solenogastres                                                  |
|             |                                                                |

|  | Caudofoveata  |
|  |               |
|  | Solenogastres |
|  |               |

|  | Helcionellida †                                               |
|  |                                                               |
|  | Cephalopoda                                                   |
|  |                                                               |
|  | \| \| Monoplacophora \| \| \| \| \| \| Gastropoda \| \| \| \| |
|  |                                                               |
|  | Monoplacophora                                                |
|  |                                                               |
|  | Gastropoda                                                    |
|  |                                                               |

|  | Monoplacophora |
|  |                |
|  | Gastropoda     |
|  |                |

|  | Rostroconchia † |
|  |                 |
|  | Bivalvia        |
|  |                 |

|  | Helcionellida †                                               |
|  |                                                               |
|  | Cephalopoda                                                   |
|  |                                                               |
|  | \| \| Monoplacophora \| \| \| \| \| \| Gastropoda \| \| \| \| |
|  |                                                               |
|  | Monoplacophora                                                |
|  |                                                               |
|  | Gastropoda                                                    |
|  |                                                               |

|  | Monoplacophora |
|  |                |
|  | Gastropoda     |
|  |                |

|  | Rostroconchia † |
|  |                 |
|  | Bivalvia        |
|  |                 |

|             | Polyplacophora                                                 |
|             |                                                                |
| Aplacophora | \| \| Caudofoveata \| \| \| \| \| \| Solenogastres \| \| \| \| |
|             | \| \| Caudofoveata \| \| \| \| \| \| Solenogastres \| \| \| \| |
|             | Caudofoveata                                                   |
|             |                                                                |
|             | Solenogastres                                                  |
|             |                                                                |

|  | Caudofoveata  |
|  |               |
|  | Solenogastres |
|  |               |

|  | Helcionellida †                                               |
|  |                                                               |
|  | Cephalopoda                                                   |
|  |                                                               |
|  | \| \| Monoplacophora \| \| \| \| \| \| Gastropoda \| \| \| \| |
|  |                                                               |
|  | Monoplacophora                                                |
|  |                                                               |
|  | Gastropoda                                                    |
|  |                                                               |

|  | Monoplacophora |
|  |                |
|  | Gastropoda     |
|  |                |

|  | Rostroconchia † |
|  |                 |
|  | Bivalvia        |
|  |                 |

|  | Helcionellida †                                               |
|  |                                                               |
|  | Cephalopoda                                                   |
|  |                                                               |
|  | \| \| Monoplacophora \| \| \| \| \| \| Gastropoda \| \| \| \| |
|  |                                                               |
|  | Monoplacophora                                                |
|  |                                                               |
|  | Gastropoda                                                    |
|  |                                                               |

|  | Monoplacophora |
|  |                |
|  | Gastropoda     |
|  |                |

|  | Rostroconchia † |
|  |                 |
|  | Bivalvia        |
|  |                 |

Otra hipótesis considera que los Aculifera son un grupo no natural (parafilético). Según esta teoría, por un lado Caudofoveata sería el grupo hermano de Solenogastres y el resto de moluscos, y por otro lado Solenogastres formaría el grupo hermano de Polyplacophora y los moluscos restantes:
|  | Solenogastres                                                 |
|  |                                                               |
|  | \| \| Polyplacophora \| \| \| \| \| \| Conchifera \| \| \| \| |
|  |                                                               |
|  | Polyplacophora                                                |
|  |                                                               |
|  | Conchifera                                                    |
|  |                                                               |

|  | Polyplacophora |
|  |                |
|  | Conchifera     |
|  |                |

|  | Solenogastres                                                 |
|  |                                                               |
|  | \| \| Polyplacophora \| \| \| \| \| \| Conchifera \| \| \| \| |
|  |                                                               |
|  | Polyplacophora                                                |
|  |                                                               |
|  | Conchifera                                                    |
|  |                                                               |

|  | Polyplacophora |
|  |                |
|  | Conchifera     |
|  |                |

Según la hipótesis de que los aplacóforos son un grupo hermano del resto de moluscos:

|  | Caudovoveata  |
|  |               |
|  | Solenogastres |
|  |               |

|  | Polyplacophora |
|  |                |
|  | Conchifera     |
|  |                |

|  | Caudovoveata  |
|  |               |
|  | Solenogastres |
|  |               |

|  | Polyplacophora |
|  |                |
|  | Conchifera     |
|  |                |